# Périgueux Foot
Le Périgueux Foot est un club de football français, basé à Périgueux dans le département de la Dordogne. Le club évolue en Départemental 1 lors de la saison 2022-2023.

## Présentation
Le club évolue actuellement dans le championnat de district de Dordogne. Depuis novembre 2010, Thierry Heller, ancien footballeur de haut niveau et ancien joueur du Périgueux Football Club a rejoint le club et se présente comme le nouvel entraîneur des équipes seniors en ayant fixé des objectifs devant permettre au club de retrouver ses lettres de noblesse et de rendre à la ville de Périgueux un club digne de cette agglomération.
Le club possède en 2012 une section futsal, créée en 2007, et dirigée par Alexis Jouandeau, joueur et dirigeant au club depuis de nombreuses années. Deux équipes seniors composent cette section, la B qui évolue dans le championnat départemental, mais aussi l'équipe A qui joue en 2012 le championnat régional DH en Aquitaine, à une marche seulement du Championnat de France national. 
Ce groupe futsal (50 personnes environ, entre les joueurs et le staff technique), composé de joueurs du club mais surtout de joueurs venant de l'extérieur (80 %), remporte des titres, accède aux divisions supérieures depuis trois saisons consécutives, et permet surtout de redorer le blason du Périgueux Foot.

## Histoire
L'histoire du football à Périgueux est riche d'un nombre important de fusions, de dépôts de bilan.
Le Club olympique Périgueux-Ouest (COPO) était le club de football historique de Périgueux puisqu'il apparut avant la Seconde Guerre mondiale, avant d'alterner des périodes d'activité et de mise en sommeil.
Pendant la guerre, de 1939 à 1940, il existe un club nommé RC Strasbourg-Périgueux.
En 1978, la fusion entre le FC Fossemagne et l'US Gour de l'Arche donne naissance au Périgueux Football Club (PFC) et permet au club de se développer (quatre saisons en division 4, puis montée en division 3 en juin 1982). Redescendu en division 4, le club réalise sa plus belle saison en 1986-1987, année où il remonte en division 3 et atteint les huitièmes de finale de la Coupe de France face au RC Lens (0-4 à l'aller à Périgueux devant 6 000 spectateurs et 2-4 au retour au stade Félix-Bollaert). Un dépôt de bilan en 1990 transforme le Périgueux FC en RC Périgueux et enfin, une fusion entre le RC Périgueux et le COPO fonde le Périgueux Foot.

## Palmarès
- Coupe de France
  - Huitièmes de finale en 1987 contre le RC Lens

- Division 3
  - Quatre saisons entre 1982 et 1988 sous le nom du Périgueux FC

- Division 4
  - Sept saisons entre 1978 et 1989 sous le nom du Périgueux FC

## Entraîneurs
- 1979 :  Georges Peyroche
- 1980-1981 :  Daniel Jenny
- 1982-1988 :  Bernard Caron
- 1986-1988 :  Marcel Campagnac
- 1991 :  Georges Peyroche
- 1991-1994 :  Jean-Luc Sokal
- années 1990 :  Christian Zajaczkowski
- ???-??? :  Denis Flamin (entraineur intérim)
- Lakbir Nasser depuis 2016. 1re division départementale.

## Joueurs emblématiques
- Bernard Caron
- Claude Chazottes
- Serge Allicot
- Bruno Cheravola
- Thierry Heller
- Christian Zajaczkowski (joueur puis entraîneur)
- Alexis Jouandeau (joueur puis entraîneur de football en salle)
- Jean-Michel Malirat (38 buts marqués lors de la saison 1993-1994)